# Черна врана
Черната врана (Corvus corone) е средно голям представител на семейство Вранови (Corvidae), разред Врабчоподобни (Passeriformes). Много прилича по телосложение на Сивата врана (Corvus cornix), с която понякога са смятани за два подвида на един вид. За отбелязване е, че и двата вида обитават определени ареали, почти не припокриващи се един с друг. Дължината на тялото и е около 45–47 см, размаха на крилете — 93–103 см и тежи около 600 гр. Краката са и черни на цвят, добре развити и силни, може да ходи или подскача. Крилете също са силни и добре развити, полетът ѝ е плавен и ритмичен, със сравнително ниска честота на маховете. Гласът ѝ е характерното за враните грачене. Няма изразен полов диморфизъм. Окраската ѝ е монотонно черно. Понякога бива бъркана с Гарвана, който е значително по-едър и пропорционално с по-голям клюн. При полет опашните пера на Черната врана заемат ветрилообразна форма, а на Гарвана — клиновидна.

## Разпространение
Среща се в Западна Европа и по-голямата част от Азия, до Япония, не се среща в Индия, и Югоизточна Азия. В България не се среща. Обитава различни типове човешки поселения, в природата също можем да я срещнем в най-разнообразни местности, като единственото условие е сравнително недалеч да има достатъчно високи дървета или скали за отдих и гнездене.

## Начин на живот и хранене
Живее както поединично, така и по двойки, среща се и на ята. Живее в определени и добре развити социални структури. Чувства се еднакво добре в човешка близост и сред дивата природа. Ловува или си търси храната по земята и по дърветата. Храни се практически с всичко, въпреки че предпочита живата храна. Когато има възможност се проявява като хищник и напада дребни бозайници, птици, влечуги, земноводни. Храни се още с риба, насекоми, червеи, плодове, семена, остатъци от човешка храна.

## Размножаване
Моногамни птици. Двете птици строят заедно гнездото си по високи дървета, скали или човешки постройки, минималната височина на гнездото е 3 м. Гнездото е голямо от 30 до 70 см в диаметър и високо 20/40 см, отвътре е дълбоко около 10 см и широко около 20. Снася 3–6 бледи синьо-зеленикави, напръскани с кафяви петънца яйца с размери 43х31 мм. Мъти само женската в продължение на 18–21 дни, през това време мъжкия и носи храна. Малките напускат гнездото след около 5 седмици. И двамата родители хранят малките с животинска храна, като това продължава още дълго време след като са напуснали гнездото.

## Допълнителни сведения
Притежава завидни умствени способности, може да брои, има добра памет, известни са случаи и на заучаване на думи. Може да употребява и в някои случаи изготвя инструменти.